# Бротей
Бротей (др.-греч. Βροτέας «смертный») — персонаж древнегреческой мифологии. Упоминается уже у Гесиода. Сын Тантала, тесть Дардана (?), отец Тантала младшего. Согласно Павсанию, сын Тантала Бротей воздвиг изображение Ниобы у магнетов, живущих по северному склону Сипила.
Согласно мифу, Бротей был охотником. Он не воздавал почестей Артемиде. Впав в безумие, он бросился в огонь (Овидий упоминает, что он поверг своё тело на огонь).
Рассказ о другом охотнике, погубленном Артемидой, приводит Диодор.